# 蘇卡迪斯·柏柏斯達夫普路斯
蘇卡迪斯·柏柏斯達夫普路斯（希臘語：Σωκράτης Παπασταθόπουλος，發音：[soˈkratis papastaˈθopulos]；1988年6月9日—），是一名已退役希臘職業足球員，场上司職中堅，曾效力于西甲球队贝蒂斯，同时也是希臘國家足球隊成員。

## 球會生涯

### AEK雅典
柏柏斯達夫普路斯從阿普朗·柏達列迪奧（Apollon Petalidiou）加盟AEK雅典。2005年10月26日，他在希臘盃對陣吉安尼纳的比賽中首次代表AEK雅典上陣，並在第7分鐘取得入球，助球隊3比0。

#### 尼基禾路斯（外借）
2006年1月，柏柏斯達夫普路斯被外借至希臘足球聯賽球會歷基禾路斯，為期六個月，以吸取比賽經驗。他共為歷基禾路斯上陣15場比賽。

#### 重返AEK雅典
在2006-07賽季，柏柏斯達夫普路斯在布鲁诺·奇里洛、和萬傑利斯·莫拉斯等人的競爭下，得到14場上陣機會。於2006–07年欧洲冠军联赛方面，他在6場分組賽比賽中上陣3場，取得1勝1和1負的成績。其中在對陣AC米蘭的比賽中，他負責以人盯人的方式跟隨對手的前鋒，協助球隊以1比0勝出。在對陣帕纳辛奈科斯的比賽中，他以19歲的年齡成為球隊史上最年輕的隊長。

### 熱拿亞
2008年8月1日，柏柏斯達夫普路斯加盟意大利甲組足球聯賽球會熱拿亞，雙方球會皆沒有透露其轉會費。同日，他為球隊於一場友誼賽中上陣。
2008年9月27日，柏柏斯達夫普路斯在對陣費倫天拿時首次代表球隊上陣，數日後亦於意大利盃對陣拉韋納的比賽中上陣。10月5日，他在主場對陣拿玻里的比賽中攻入轉會後首球，協助球隊以3比2勝出，但他在第89分鐘被球證以紅牌驅逐出場。他於2009-10賽季上陣大部份賽事。

### AC米蘭
2010年7月20日，柏柏斯達夫普路斯轉會至AC米蘭，轉會費為1400萬歐元。其中450萬歐元以現金支付，其餘費用由詹馬爾科·齊格尼、納姆迪‧奧杜亞馬迪、三人成為共有球员的形式支付。他亦成為新任領隊首位簽入的球員。

### 雲達不來梅

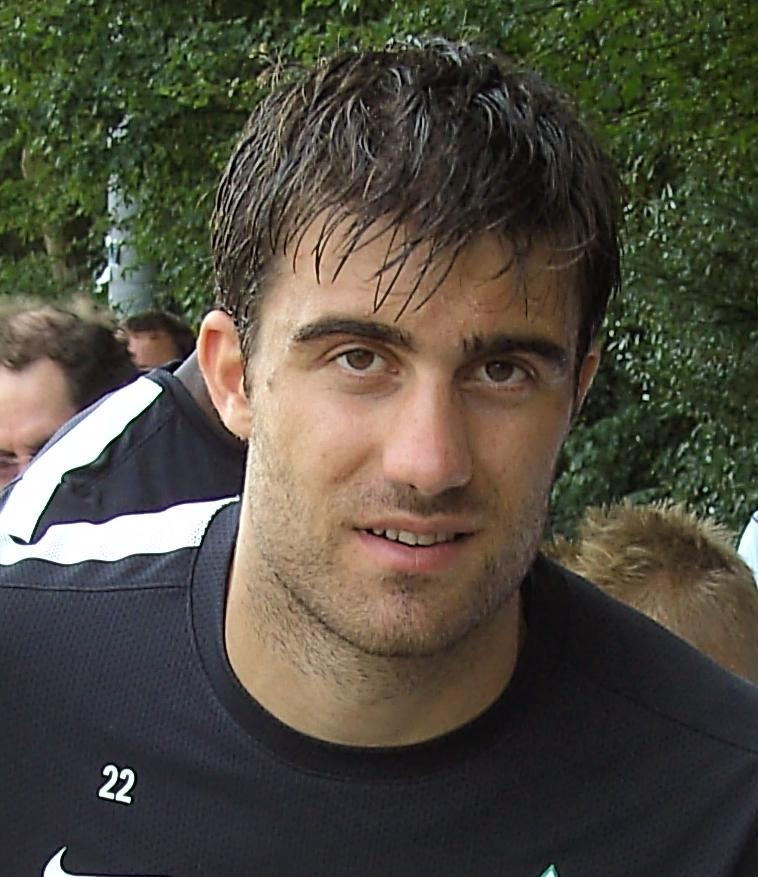
2012年，效力雲達不來梅時的柏柏斯達夫普路斯

2011年7月21日，柏柏斯達夫普路斯外借加盟德國甲組足球聯賽球會雲達不來梅，直至2011-12賽季完結，雲達不來梅於賽季完結後有權買斷球員。經過2011-12賽季出色的發揮後，球隊決定買下他，轉會費為500萬歐元。2013年3月，柏柏斯達夫普路斯與隊友於訓練時發生衝突。球隊最終以第14名完成賽季。

### 多蒙特
2013年5月24日，於2013年歐洲冠軍聯賽決賽舉行前，柏柏斯達夫普路斯轉會至多蒙特，轉會費為950萬歐元，簽約5年至2018年。於簽約時，他表示「金錢並非決定我加盟的因素，最重要的是我自己的將來。我相信我下了一個正確的決定。」。在中堅離隊轉投史浩克04後，柏柏斯達夫普路斯成為一對正選中堅——和的後備球員。多蒙特的體育總監米高·佐爾克對交易表示滿意，「我們很開心柏柏斯達夫普路斯決定加入我們。他是一名能出任多個防守位置的球員，我們相信他有巨大的潛力。」。
2013年7月10日，柏柏斯達夫普路斯於作客巴塞爾的友誼賽中，與同年轉會的和一起首次代表多蒙特上陣。7月27日，他於2013年德国超级杯對陣拜仁慕尼黑的比賽中後備上陣，最終多蒙特德以4比2勝出，奪得該屆的德國超級盃冠軍。11月1日，柏柏斯達夫普路斯於主場史特加6比1的比賽中，攻入轉會後首球。
柏柏斯達夫普路斯於2013-14賽季出色的表現使他入選德甲最佳十一人。該投票由德甲官方舉辦，並由球迷選出最佳十一人。

### 阿仙奴
2018年7月2日，柏柏斯達夫普路斯轉會至英格蘭超級足球聯賽球會阿仙奴。8月12日，柏柏斯達夫普路斯於主負曼城2比0的比賽中正選上陣，首次代表球會出賽。10月4日，他於2018–19年歐霸盃客勝卡拉巴克3比0的比賽中攻入轉會後首球，賽後獲選為該輪比賽最佳十一人。
2021年1月20日，阿森納宣布柏柏斯達夫普路斯在“經雙方同意”取消合約後離開俱樂部。

## 國家隊生涯

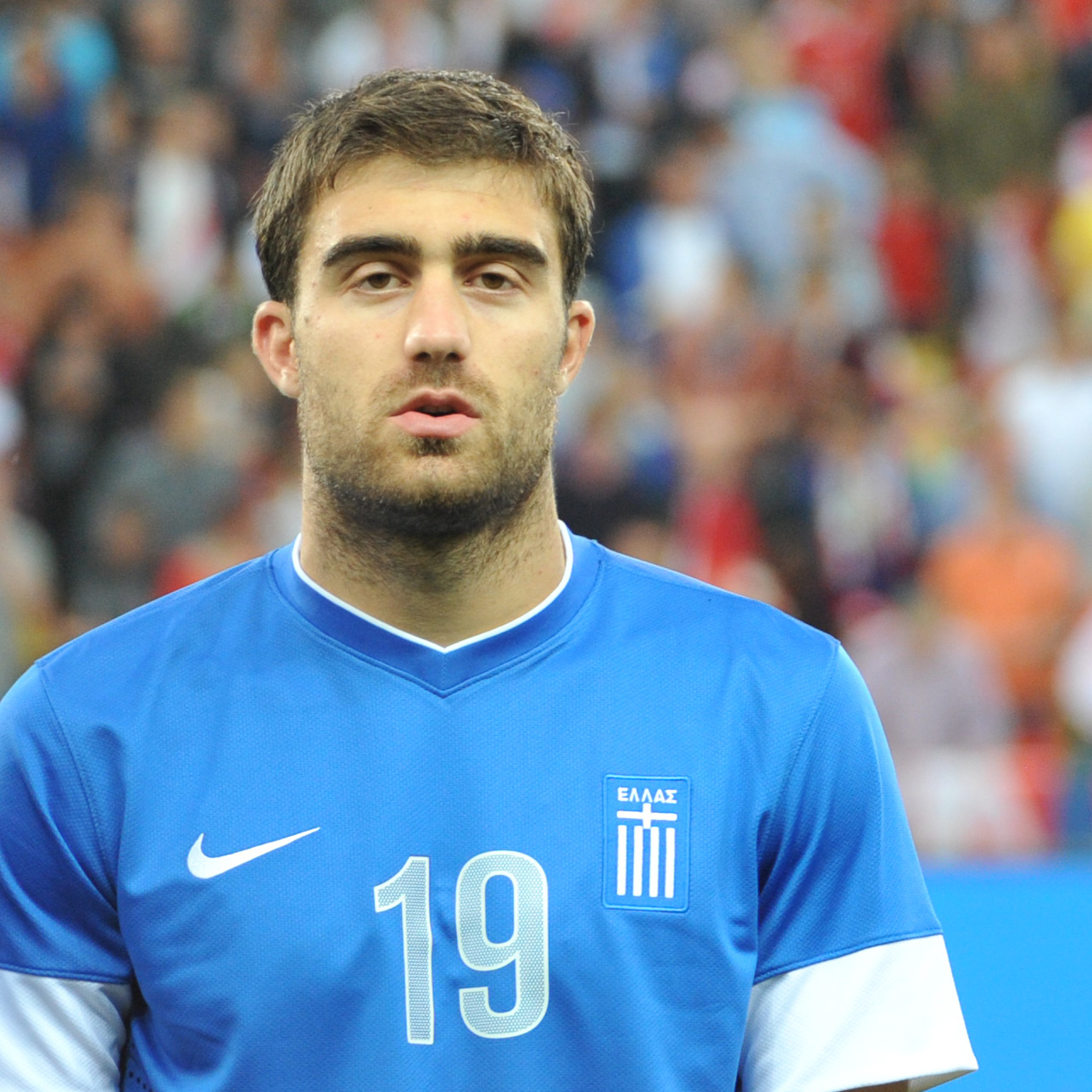
2013年，為希臘國家足球隊上陣時的柏柏斯達夫普路斯

2008年2月1日，柏柏斯達夫普路斯首次獲希臘國家足球隊徵召，並於4天後首次代表國家隊上陣，最終球隊以1比0小勝捷克國家足球隊。5月27日，時任領隊公佈2008年欧洲足球锦标赛希臘隊球員名單，雖然柏柏斯達夫普路斯入選了24人名單，但不幸地被剔出最終的23人大軍名單。
柏柏斯達夫普路斯於2012年歐洲國家盃開幕戰對陣波蘭國家足球隊的比賽中，被球證以出示第二面黃牌驅逐離場，成為該屆賽事首位被逐離場的球員。賽後，球證的決定被外界批評。
2014年6月，柏柏斯達夫普路斯入選了2014年世界盃希臘隊23人大軍名單。他上陣了所有小組賽比賽，協助球隊零封日本國家足球隊。於十六強比賽中，柏柏斯達夫普路斯於下半場補時階段攻入首個國家隊入球，助球隊在法定時間迫和對手，但是球隊最終在互射十二碼階段以5比3不敵對手。

## 生涯統計

### 球會
截至2018年5月25日
| 球隊       | 賽季        | 聯賽 | 聯賽 | 盃賽 | 盃賽 | 洲際賽事 | 洲際賽事 | 其他 | 其他 | 總計 | 總計 |
| 球隊       | 賽季        | 出場 | 入球 | 出場 | 入球 | 出場     | 入球     | 出場 | 入球 | 出場 | 入球 |
| ---------- | ----------- | ---- | ---- | ---- | ---- | -------- | -------- | ---- | ---- | ---- | ---- |
| AEK雅典    | 2005-06賽季 | 0    | 0    | 2    | 1    | 0        | 0        | –    | –    | 2    | 1    |
| 歷基禾路斯 | 2005-06賽季 | 11   | 0    | 0    | 0    | –        | –        | –    | –    | 11   | 0    |
| AEK雅典    | 2006-07賽季 | 14   | 0    | 1    | 0    | 4        | 0        | –    | –    | 19   | 0    |
| AEK雅典    | 2007-08賽季 | 24   | 1    | 1    | 0    | 8        | 0        | 4    | 0    | 37   | 1    |
| AEK雅典    | 總計        | 38   | 1    | 4    | 1    | 12       | 0        | 4    | 0    | 58   | 2    |
| 熱拿亞     | 2008-09賽季 | 21   | 2    | 2    | 0    | –        | –        | –    | –    | 23   | 2    |
| 熱拿亞     | 2009-10賽季 | 30   | 0    | 1    | 0    | 5        | 0        | –    | –    | 36   | 0    |
| 熱拿亞     | 總計        | 51   | 2    | 3    | 0    | 5        | 0        | 0    | 0    | 59   | 2    |
| AC米蘭     | 2010-11賽季 | 5    | 0    | 2    | 0    | 0        | 0        | –    | –    | 7    | 0    |
| AC米蘭     | 總計        | 5    | 0    | 2    | 0    | 0        | 0        | 0    | 0    | 7    | 0    |
| 雲達不來梅 | 2011-12賽季 | 30   | 1    | 1    | 0    | 0        | 0        | –    | –    | 31   | 1    |
| 雲達不來梅 | 2012-13賽季 | 29   | 1    | 1    | 0    | 0        | 0        | –    | –    | 30   | 1    |
| 雲達不來梅 | 總計        | 59   | 2    | 2    | 0    | 0        | 0        | 0    | 0    | 61   | 2    |
| 多蒙特     | 2013-14賽季 | 28   | 1    | 5    | 0    | 8        | 0        | 1    | 0    | 42   | 1    |
| 多蒙特     | 2014-15賽季 | 21   | 1    | 4    | 0    | 6        | 1        | 1    | 0    | 32   | 2    |
| 多蒙特     | 2015-16賽季 | 25   | 1    | 5    | 0    | 10       | 0        | 0    | 0    | 40   | 1    |
| 多蒙特     | 2016-17賽季 | 26   | 2    | 5    | 0    | 9        | 1        | 1    | 0    | 41   | 3    |
| 多蒙特     | 2017-18賽季 | 30   | 2    | 3    | 0    | 9        | 1        | 1    | 0    | 43   | 3    |
| 多蒙特     | 總計        | 130  | 7    | 22   | 0    | 42       | 3        | 4    | 0    | 198  | 10   |
| 生涯總計   | 生涯總計    | 294  | 12   | 33   | 1    | 59       | 3        | 8    | 0    | 394  | 16   |

### 國家隊上陣次數
截至2019年9月8日
| 年份   | 出場 | 入球 |
| ------ | ---- | ---- |
| 2008年 | 5    | 0    |
| 2009年 | 5    | 0    |
| 2010年 | 8    | 0    |
| 2011年 | 7    | 0    |
| 2012年 | 12   | 0    |
| 2013年 | 9    | 0    |
| 2014年 | 7    | 1    |
| 2015年 | 9    | 1    |
| 2016年 | 9    | 0    |
| 2017年 | 7    | 1    |
| 2018年 | 7    | 0    |
| 2019年 | 5    | 0    |
| 總計   | 90   | 3    |

### 國家隊入球
希臘隊的比數及入球列前。
| # | 日期          | 场地                                 | 对手     | 入球 | 比分 | 比赛                       |
| - | ------------- | ------------------------------------ | -------- | ---- | ---- | -------------------------- |
| 1 | 2014年6月29日 | 巴西，伯南布哥體育場                 |          | 1–1  | 1–1  | 2014年世界盃               |
| 2 | 2015年6月13日 | 法羅群島，托爾斯港，脫爾思握盧爾     | 法罗群岛 | 1–2  | 1–2  | 2016年歐洲國家盃外圍賽     |
| 3 | 2017年11月9日 | 克罗地亚，萨格勒布，馬克西米爾體育場 |          | 1–2  | 1–4  | 2018年國際足協世界盃外圍賽 |

## 榮譽

### 球會
AC米蘭
- 意大利甲組足球聯賽：2010-11賽季

 多蒙特
- 德國超級盃：2013年、2014年
- 德国足协杯：2016-17賽季

 阿仙奴
- 英格蘭足總盃冠軍：2019-20賽季[40]
- 英格蘭社區盾冠軍：2020年[41]

### 個人
- 希臘最佳年青球員：2007-08賽季

## 外部連結
- 蘇卡迪斯·柏柏斯達夫普路斯 – FIFA國際賽競賽紀錄 (存檔)
- 蘇卡迪斯·柏柏斯達夫普路斯－UEFA國際賽競賽紀錄
- 柏柏斯達夫普路斯於德國甲組足球聯賽官方網站上的資料